# 베드퍼드구

베드퍼드 구의 위치

베드퍼드구(영어: Borough of Bedford)는 잉글랜드 베드퍼드셔주에 위치한 단일 자치구로 중심 도시는 베드퍼드이며 면적은 476.4km2, 인구는 163,924명(2014년 기준)이다. 1974년 4월 1일에 신설되었다.